# Alan Greenspan
Alan Greenspan (New York, 6 maart 1926) is een Amerikaans econoom en was van 11 augustus 1987 tot en met 31 januari 2006 voorzitter van het Federal Reserve System (de Fed) en van de Federal Open Market Committee.

## Biografie
Greenspan is van Joods-Hongaarse afkomst, oorspronkelijk heette de familie Grünspan, deze naam is veramerikaniseerd tot Greenspan. Greenspan groeide op in de wijk Washington Heights in de stad New York. Zijn vader werkte op de beurs en zijn moeder in de detailhandel. Hoewel hij al op jonge leeftijd een talent voor getallen bleek te hebben, ging hij na de middelbare school muziek studeren aan de Juilliard School. Zijn eerste echte baan was als klarinet- en saxofoonspeler in een swingband.
Op negentienjarige leeftijd schreef Greenspan zich in als economiestudent aan New York University, waar hij in 1948 een bachelor-graad haalde (summa cum laude) en in 1950 een mastergraad. Verdere studie, aan Columbia-universiteit, moest hij begin jaren 50 afbreken wegens geldproblemen. In 1977 kreeg hij van New York University een doctorsgraad, echter zijn proefschrift was niet beschikbaar op de universiteit, en was verwijderd op verzoek van Greenspan. Tijdschrift Barron's heeft later echter een exemplaar kunnen bemachtigen en beschreven.
In de jaren 50 werd Greenspan lid van Ayn Rands kring van volgelingen, ironisch genoeg genaamd 'The Collective', waar onder andere ook Leonard Peikoff, Nathaniel Branden, Barbara Branden en Murray Rothbard deel van uit maakten. Hierin bediscussieerden zij Rand's Objectivisme, en lazen zij schetsen van haar nog te publiceren boek 'Atlas Shrugged'. The Collective was een broedplaats van de ideeën achter het neo-liberalisme en Greenspan zou tot het einde van haar leven bevriend blijven met Rand. Opvallend genoeg gaf Greenspan na de crisis van 2008 toe dat er fouten zaten in de ideeën van Rand, waar hij zijn hele carrière in geloofd en naar gehandeld had.
Van 1954 tot 1974 en van 1977 tot 1987 was Greenspan Chairman en President van Townsend-Greenspan & Co., een economisch adviesbureau dat hij in New York oprichtte met William Townsend. In 1987 werd het gesloten vanwege zijn overstap naar The Fed. Greenspan bekleedde en bekleedt nog talloze andere functies, zowel in het bedrijfsleven (onder meer bij Alcoa, JP Morgan en Mobil) als bij de overheid.
Greenspan werkte voor Nixon tijdens diens verkiezingscampagne in 1968 en was onder Ford van 1974 tot 1977 voorzitter van diens economische adviesraad. Op 11 augustus 1987, onder Reagan, volgde hij Paul Volcker op en begon hij aan zijn eerste termijn als voorzitter van The Fed. Op 20 juni 2000 ging zijn vierde termijn in (een record), die op 20 juni 2004 afliep. Zijn vijfde termijn maakte hij niet meer af, hij werd begin 2006 opgevolgd door Ben Bernanke. Hij is bijna 19 jaar voorzitter van The Fed geweest.
Greenspan ontving eredoctoraten van de universiteiten van Yale, Harvard, Pennsylvania, Leuven, Notre Dame, Wake Forest en Colgate. In 2001 en 2002 werd hij benoemd tot respectievelijk Commandeur de la Légion d’honneur en Knight Commander of the British Empire.
In april 1997 trouwde Greenspan met zijn tweede vrouw, Andrea Mitchell, journaliste bij NBC. Hij houdt van tennis, de boeken van Ayn Rand en klassieke muziek. Naar verluidt schrijft hij al zijn speeches in bad.

## Economische visie en deKredietcrisis
Greenspan was gedurende zijn carrière een sterk voorstander van de vrijemarkteconomie en een voorvechter van het zelfregulerend vermogen van de financiële markten. Zijn als objectivistisch gekarakteriseerde visie werd onder meer beïnvloed door de schrijfster Ayn Rand (auteur van onder andere Capitalism: the Unknown Ideal (1966)). Direct na zijn aantreden kreeg hij te maken met de zogenaamde savings-and-loans crisis en de val van de beurs bekend als Zwarte Maandag (19 oktober 1987).
Na de aanslagen van 11 september 2001 verlaagde The Fed, geconfronteerd met een dreigende recessie het voornaamste rentetarief tot een laagterecord van 1%. Mede hierdoor verlaagden hypotheekbanken hun voorwaarden en werden Amerikanen die het voordien niet konden betalen, aangemoedigd een huis te kopen. Nog in 2004 stelde Greenspan toekomstige huizenbezitters gerust over het nemen van een hypotheek met variabele rente (zogenaamde ARMs), terwijl de eerste tekenen van oververhitting zich al aandienden. In een speech in mei 2005 zei hij: "private regulation generally has proved far better at constraining excessive risk-taking than has government regulation." ("regulering door de private sector is in het algemeen een veel beter middel gebleken om excessieve risico's te beperken dan regulering door de overheid"). Reeds op 26 februari 2007 voorspelde hij voor de USA een mogelijke recessie aan het eind van 2007 of iets later.
Na de mondiale ineenstorting van het financiële systeem vanaf september 2008 voelde Greenspan zich echter genoodzaakt terug te komen op zijn standpunt voor zelfregulering dat hij gedurende zijn lange periode als Fed-voorzitter had verdedigd. Voor een onderzoekscommissie van het Huis van Afgevaardigden dat de subprime crisis onderzoekt, zei hij dat het model zoals hij dat van de wereld geschetst had, tekortkomingen vertoonde. In zijn model ging hij ervan uit dat mensen voor het belang van een bedrijf zouden gaan en niet voor hun eigenbelang. Ook verklaarde hij dat de gevolgen veel ernstiger waren dan hij had kunnen voorspellen en gaf toe dat strengere regulering van bovenaf de enige oplossing was.
John B. Taylor, bekend van de Taylor rule, heeft Greenspan beschuldigd van het creëren van de kredietcrisis. Volgens hem heeft Greenspan tijdens zijn voorzitterschap de rente te lang te laag gehouden, waardoor een kunstmatige hausse (zeepbel) werd veroorzaakt. Toen Greenspan de rente weer liet stijgen, knapte de zeepbel resulterend in de kredietcrisis.

## Trivia
Greenspan omschreef zijn eigen communicatiestijl als volgt: "If I seem unduly clear to you, you must have misunderstood what I said." Vrij vertaald: "Mocht u de indruk hebben dat ik een erg duidelijke uitspraak doe, dan heeft u mij niet goed begrepen."